# Георгадзе Едуард Анзорович
Едуард Анзорович Георгадзе (груз. ედუარდ გიორგაძე; 14 березня 1990) — грузинсько-український режисер, сценарист, продюсер, режисер монтажу. Працює в жанрах: драма, комедія, короткометражка.

## Життєпис
Едуард Анзорович Георгадзе народився 14 березня 1990 року в місті Києві. Захопився кінематографом ще з раннього дитинства та почав знімати короткометражні фільми. Можливості цифрового редагування VHS носіїв дозволили розкрити потенціал його робіт. Вже під час навчання у вищій школі він знімає короткометражні фільми зі своїми друзями, що значно впливає на його професійний розвиток. З шістнадцяти років практикує свої навички на знімальних майданчиках телесеріалів та у театрі як асистент режисера. Вступати до кінофакультету його надихнула розмова з одним з акторів Національного академічного драматичного театру імені Івана Франка. Також працював у кінотеатрах, що дозволило йому переглянути велику кількість фільмів. Любов до плівки в нього з'явилася після візиту до кінопроєкційної кімнати, саме там він побачив фільм у вигляді плівки яка проходила через кінопроєктор. Після цього він почав фотографувати на плівку та проявляти її власноруч, розробив кілька проєктів кінокамер, здатних фільмувати на 35 мм, але у два боки, що робило можливим створювати експериментальне кіно. Окрім цього, грав у різних музичних гуртах як ритм-гітарист та клавішник. З дитинства займається живописом та ліпниною. Після вступу до університету робив навчальні фільми не тільки як режисер, але як і оператор та звукооператор. За роки навчання відзняв близько двадцяти навчальних фільмів, два з яких на плівку. Після закінчення університету працював на телебаченні та кіновиробництві. З початком подій Революції гідності, яка була спротивом українського народу проти відходу керівництва країни від курсу на Європейську інтеграцію, став журналістом, а також фільмував ці події. Після Революції гідності повернувся до професійної режисерської та сценарної роботи.

## Освіта
Закінчив Київський національний університет театру, кіно і телебачення імені Івана Карпенка-Карого, за спеціальністю режисура художнього фільму, майстерня Михайла Іллєнка. 

## Доробок
У доробку Георгадзе понад 300 рекламних та промо відео, понад десять музичних кліпів, понад три роки роботи на телесеріалах та телешоу. Велика кількість фільмів виконана ним саме як спеціалістом монтажу, кольорокорекції, та оператором.

## Фільмографія

### Режисер
- 2021 — «Якими ми можемо бути» (художній, 90 хв.)
- 2019 — «І… Буде подорож!» (художній, 6 хв.)
- 2018 — «Коли закінчиться війна» (тизер) (художній, 3 хв.)
- 2018 — «Час півників» (документальний, 20 хв.)
- 2014 — «Майдан. Дух свободи» (документальний, 80 хв.)

### Продюсер
- 2014 — «Зима у вогні» (документальний, 92 хв.)

### Сценарист
- 2021 — «Якими ми можемо бути» (художній, 90 хв.)
- 2019 — «І… Буде подорож!» (художній, 6 хв.)
- 2018 — «Час півників» (документальний, 20 хв.)
- 2018 — «Коли закінчиться війна» (тизер) (художній, 3 хв.)
- 2016 — «Валіза легко закрилася» (художній, 20 хв.)
- 2014 — «Майдан. Дух свободи» (документальний, 80 хв.)
- 2012 — «Понад дахом зорі» (художній, 80 хв.)
- 2011 — «Остання зустріч» (художній, 80 хв.)

## Улюблена цитата
Немає єдиної історії людства, є мільйони коротких історій, але найвагоміші з них залишаються у вічності.